# Языков, Николай Константинович
 Николай Константинович Языков (5 июня 1842—22 ноября 1897) — русский военный, генерал-лейтенант.

## Биография
Родился 5 июня 1842 года. Происходил из дворян Тульской губернии, сын майора Константина Матвеевича и Марфы Яковлевны Бернацкой. Воспитывался в школе, откуда из эст-юнкеров 13 июня 1862 года корнетом произведен в кавалергарды. В 1863 году произведен в поручики. Со 2 июля 1865 года по 27 марта 1866 года был делопроизводителем Хозяйственного комитета.
В 1866 году произведен в штабс-ротмистры. С 27 октября 1866 года по 5 августа 1868 года был казначеем, в том же году произведен в ротмистры. Командовал эскадронами: 2-м с 10 сентября 1868 года по 7 декабря 1871 года, резервным с 7 декабря 1871 года по 13 октября 1872 года. В 1870 году произведен в полковники.
20 ноября 1876 года назначен командиром Московского драгунского полка. Командуя Московским полком, участвовал в обложении Плевны, в Шипкинском бою. 17 апреля 1878 года пожалован флигель-адъютанты. 31 августа 1881 года произведен в генерал-майоры, с назначением командиром 1-й бригады 13-й кавалерийской дивизии и пожалован мундиром Московского драгунского полка. В 1891 году назначен начальником 2-й бригады кавалерийского запаса. В 1896 году произведен в генерал-лейтенанты. Скончался 22 ноября 1897 года.